# Halberstadt CL.IV
Die Halberstadt CL.IV war ein deutsches Erdkampf- und Begleitjagdflugzeug im Ersten Weltkrieg von 1918.

## Geschichte
Die vom Chefkonstrukteur und technischen Leiter der Halberstädter Flugzeugwerke, Karl Theis, in vier Monaten konstruierte CL.IV ersetzte die Vorgängervariante CL.II von 1917. Der Prototyp flog erstmals im Februar 1918, der Serienbau lief im folgenden April an. Den bekannten Militärnummern 4600–4749/18, 5779–5969/18 und 6439–6589/18 zufolge wurden von den Halberstädter Flugzeugwerken 489 CL.IV gebaut. Ab Juli 1918 nahm die Berliner Luftfahrzeug-Gesellschaft (LFG Roland) die Lizenzproduktion als CL.IV (Rol) auf. Die von ihr ab September hergestellten CL.IV unterschieden sich vom Grundmodell durch um etwa 40 cm verlängerte Rümpfe. Von der LFG sind die Militärnummern 8050–8199/18 und 9400–9599/18 nachgewiesen, was 348 produzierte Flugzeuge ergibt. Die Maschine wurde erstmals bei der großen deutschen Frühjahrsoffensive 1918 als Erdkampfflugzeug eingesetzt. Dabei konnte sie erfolgreich alliierte Positionen vor den deutschen Stellungen angreifen. Die Bomben wurden noch per Hand abgeworfen und die Stellungen mit Maschinengewehrfeuer angegriffen.
Die erfolgreiche Rolle endete jedoch sehr schnell, weil das Flugzeug nicht die Geschwindigkeit der modernen alliierten Jäger erreichen konnte. Trotzdem konnte es sich relativ gut im Luftkampf behaupten. Es war allerdings nur schwach bewaffnet und die alliierte Bodenabwehr wurde immer effektiver. Die Deutschen entschieden sich dafür, das Flugzeug als Nachtbomber einzusetzen.
Nach dem Ende des Krieges wurden viele Maschinen in zivile Flugzeuge umgebaut (beispielsweise zu Post- und Passagierflugzeugen).

## Technische Daten

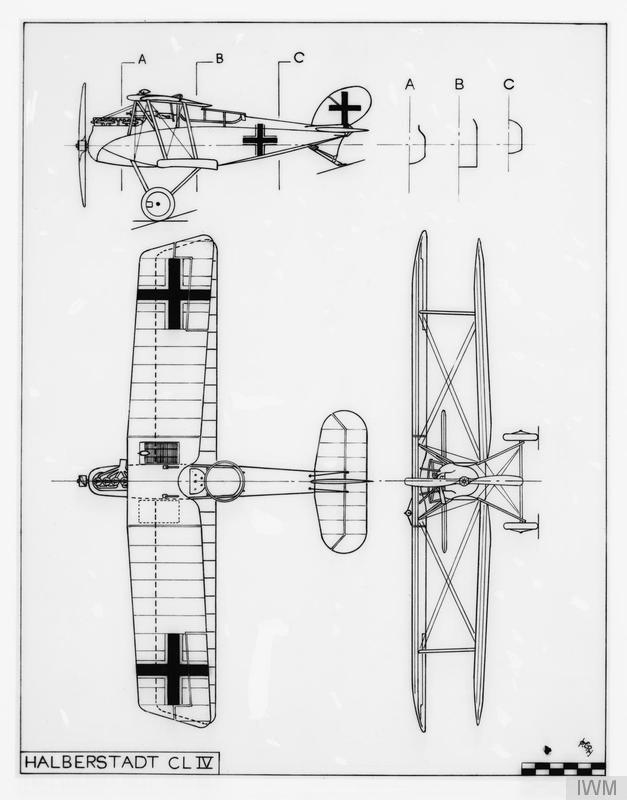
Dreiseitenansicht

| Kenngröße             | Daten |
| --------------------- | --- |
| Besatzung             | 2 |
| Länge                 | 6,54 m |
| Spannweite            | 10,74 m |
| Höhe                  | 2,7 m |
| Flügelfläche          | 27 m² |
| Leermasse             | 728 kg |
| Startmasse            | 1092 kg |
| Höchstgeschwindigkeit | 165 km/h in Bodennähe                                                                                              |
| Marschgeschwindigkeit | 150 km/h |
| Steigzeit             | 4:32 min auf 1000 m Höhe 32 min auf 5000 m Höhe                                                                    |
| Dienstgipfelhöhe      | 6000 m |
| Reichweite            | 500 km |
| Triebwerk             | 1 × wassergekühlter 6-Zylinder-Reihenmotor Mercedes D IIIa, 160 PS (118 kW)                                        |
| Bewaffnung            | 1–2 × starre 7,92-mm-MG 08/15, je 500 Schuss 1 × bewegliches 7,92-mm-Parabellum-MG, je 500 Schuss 5 × 10-kg-Bomben |

## Erhaltene Exemplare

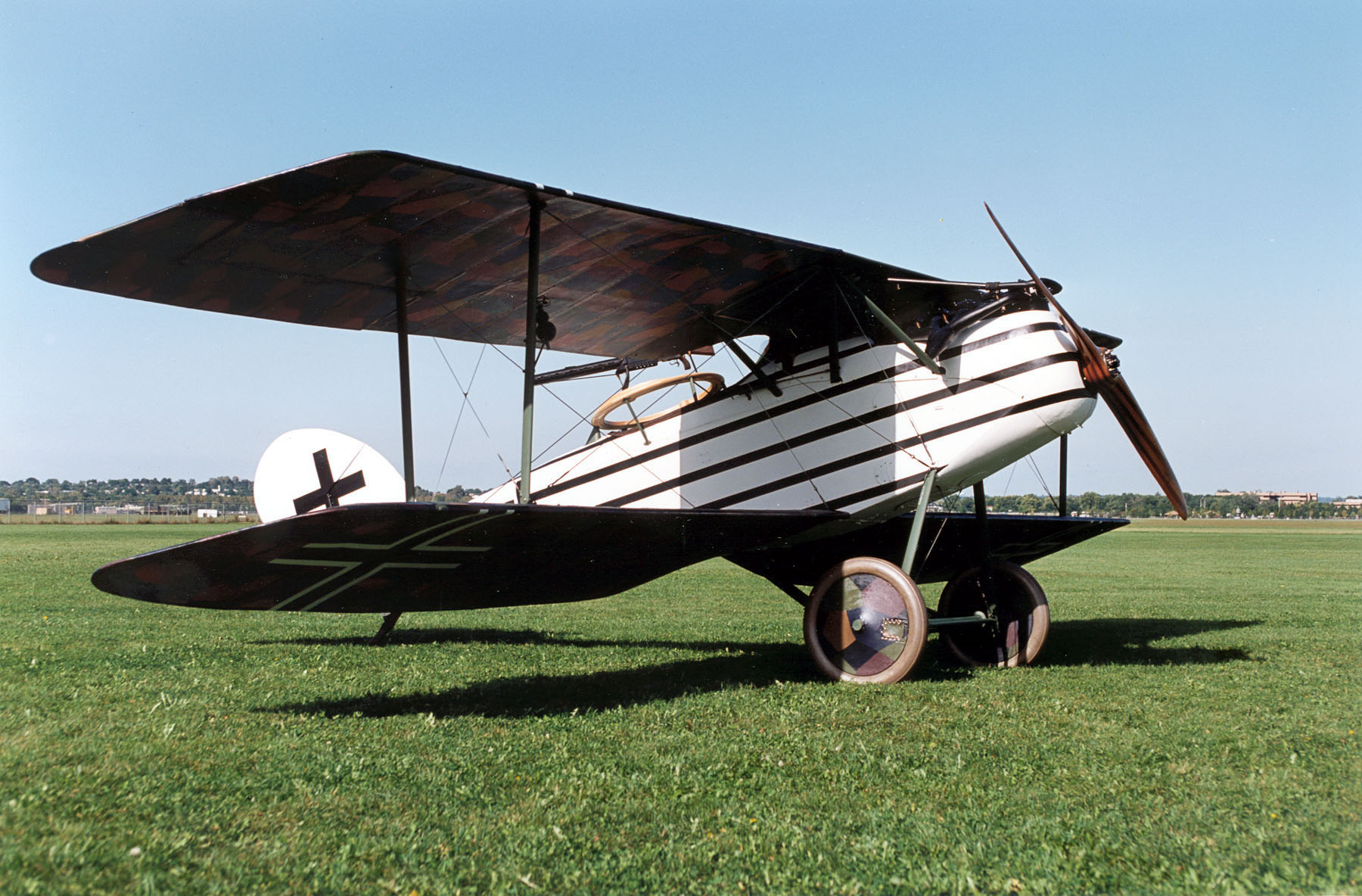
Halberstadt CL.IV im USAF-Museum

Eine Halberstadt CL.IV des Deutschen Technikmuseum Berlin (DTMB) befindet sich im Militärhistorischen Museum der Bundeswehr – Flugplatz Berlin-Gatow in der Ausstellung in Hangar 3. Die Maschine von Paul Strähle flog bis zum 25. September 1938 als Fotoflugzeug, zuletzt als D–IBAO, für Luftbildaufnahmen, von denen über 50.000 Stück mit ihr angefertigt wurden.
Das Berliner Technikmuseum verfügt außerdem noch über eine zweite CL.IV der ehemaligen Luftverkehrsgesellschaft Strähle. Dieses Flugzeug mit dem Kennzeichen D-71 flog ab 1921 im Post- und Passagierdienst um Stuttgart. Es befindet sich in der Dauerausstellung des Technikmuseums und ist das älteste erhalten gebliebene deutsche Verkehrsflugzeug.
Im Jahre 1984 wurde eine Halberstadt CL.IV vom USAF-Museum, dem DTMB und dem National Air and Space Museum of the Smithsonian Institution restauriert. Sie gehörte zur Schlachtstaffel 21 und kämpfte in der Château-Thierry-Kampagne im Juli 1918 gegen das U.S. Army’s 94th und 95th Aero Squadron.